# Strange Kind of Woman
Strange Kind of Woman är en låt skriven och lanserad av hårdrocksgruppen Deep Purple. Den släpptes som singel och blev en Topp tio-hit i Storbritannien. Låten togs med på den amerikanska versionen av albumet Fireball där den ersatte låten "Demon's Eye". En liveversion av låten finns med på dubbel-LP:n Made in Japan från 1972. Låten har senare funnits med på flera andra livealbum och samlingsalbum med gruppen.

## Listplaceringar
| Lista (1971)   | Position             |
| -------------- | -------------------- |
| Danmark        | 2 (DR "Top Ti")      |
| Frankrike      | 54                   |
| Irland         | 16                   |
| Storbritannien | 8 (UK Singles Chart) |
| Sverige        | 7 (Tio i topp)       |
| Västtyskland   | 8                    |
| Österrike      | 14                   |